# Ouvrage du Monte-Grosso
L'ouvrage du Monte-Grosso est une fortification faisant partie de la ligne Maginot, située à cheval sur la limite entre les communes de Sospel et de Breil-sur-Roya, dans le département des Alpes-Maritimes.
Composé de sept blocs (un huitième fut ajourné), c'est le plus puissant des ouvrages des Alpes. Pendant les combats de juin 1940 contre l'armée italienne, le rôle de l'ouvrage se limita à quelques tirs d'artillerie. Abandonné par l'Armée, il est depuis 2015 restauré par une association.

## Description
L'ouvrage a été construit à l'extrémité nord-est de la commune de Sospel, au sommet du mont Gros (le monté Grosso). Cette hauteur culmine à 1 273 mètres d'altitude, dominant du côté sud la vallée de la Bévéra où se trouve la petite ville de Sospel, et du côté est la vallée de la Roya où se trouve la route descendant du col de Tende (les communes de Tende et de La Brigue sont alors italiennes, jusqu'au traité de paix de 1947).

### Position sur la ligne
L'ouvrage a pour but de défendre le territoire français contre l'armée italienne, débouchant du col de Tende ou des sentiers muletiers franchissant la frontière franco-italienne. La partie la plus méridionale de la ligne Maginot, le secteur fortifié des Alpes-Maritimes, était subdivisée en cinq sous-secteurs : Monte-Grosso se trouve dans le « sous-secteur de Sospel ».
La défense y était organisée sous la forme d'une la « ligne principale de résistance », composée d'une succession d'ouvrages bétonnés, s'appuyant mutuellement avec des mitrailleuses et de l'artillerie sous casemates : dans le sous-secteur de Sospel, il s'agit des ouvrages du Col-de-Brouis, du Monte-Grosso, de l'Agaisen, de Saint-Roch et du Barbonnet. Le relief très montagneux ne nécessite pas une ligne continue avec tirs croisés de mitrailleuses, mais l'artillerie de l'Agaisen couvre les environs du Monte-Grosso.
En avant de cette ligne principale, quelques « avant-postes » et points d'appui ont été construits pour donner l'alerte et retarder au maximum une attaque brusquée. Ils sont beaucoup plus petits (et beaucoup moins chers) que les ouvrages de la ligne principale. Le sous-secteur de Sospel compte deux de ces avant-postes, celui de la Croix-de-Cougoule, installé sur l'éperon à l'est de la cime du Bosc (surplombant la vallée de la Roya et la petite ville de Breil), et celui de Castès-Ruines au sud-est de Sospel.

### Souterrains

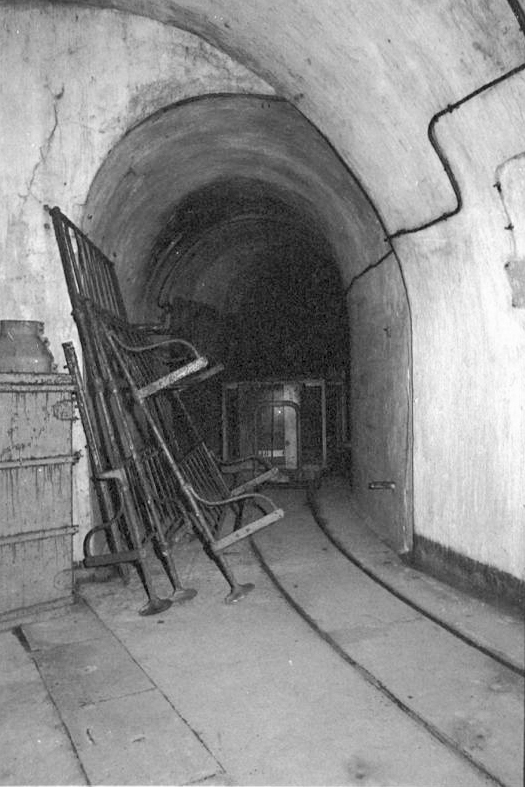
Les souterrains de l'ouvrage.

Comme tous les autres ouvrages de la ligne Maginot, celui du Monte-Grosso est conçu pour résister à un bombardement d'obus de très gros calibre. Les organes de soutien sont donc aménagés en souterrain, creusés au minimum sous douze mètres de roche (au Monte-Grosso, la profondeur atteint les 70 mètres), tandis que les organes de combat, dispersés en surface sous forme de blocs, sont protégés par d'épais cuirassements en acier et des couches de béton armé.
La caserne de temps de guerre, la salle des filtres à air, les PC, le central téléphonique, les magasins à munitions, le centre de secours, les réservoirs d'eau, de gazole et de nourriture sont tous en souterrain, reliés entre eux par une galerie équipée d'une voie ferrée étroite de 60 cm où roulent des wagonnets poussés à bras (les caisses d'obus font de 80 à 105 kg). L'entrée est de plain-pied, tandis que l'accès aux blocs de combat se fait par des puits (avec escaliers et monte-charge). Les différents magasins à munitions (un par bloc) abritent une dotation réglementaire totale de 2 000 obus de 135 mm, 8 000 obus de 75 mm, 8 000 obus de 81 mm et quelques centaines de milliers de cartouches de 7,5 mm.

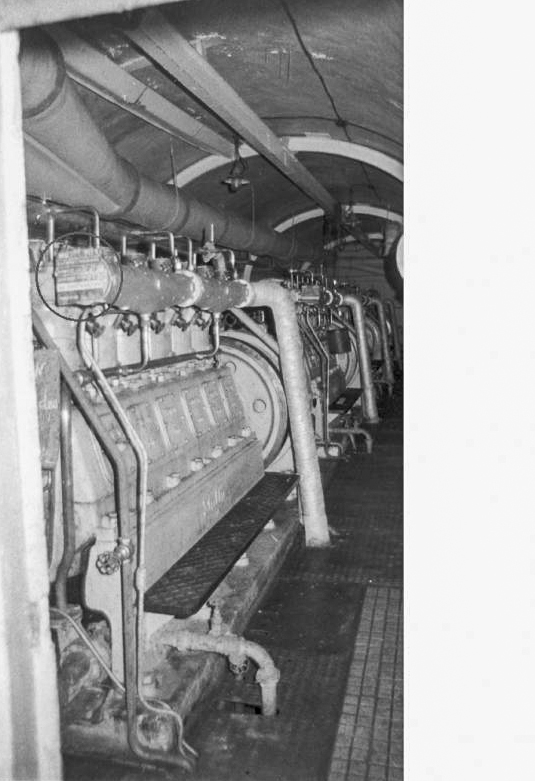
Les moteurs de l'usine électrique de l'ouvrage en 1983.

Pour fournir du courant électrique (du 210 volts alternatif) nécessaire à l'éclairage, à la ventilation, aux monte-charges et aux tourelles, l'usine disposait de quatre groupes électrogènes (la plupart des autres ouvrages alpins n'en disposent que de trois, ayant des besoins moindres en électricité), composés chacun d'un moteur Diesel SMIM 6 SR 19 (six cylindres, fournissant 150 ch à 600 tr/min) couplé à un alternateur, complétés par un petit groupe auxiliaire (un moteur CLM 1 PJ 65, de 8 ch à 1 000 tr/min) servant à l'éclairage d'urgence de l'usine et au démarrage pneumatique des gros diesels. Le refroidissement des moteurs se fait par circulation d'eau. Pour les alimenter, l'usine de l'ouvrage avait quatre citernes de gazole (soit une réserve totale de 109 000 litres, de quoi tenir de deux à trois mois sans ravitaillement), deux bacs d'huile (total de 8 000 litres) et trois citernes d'eau de refroidissement (soit 160 000 litres). S'y rajoutent les cinq citernes d'eau potable (de 33 000 litres chacune).

### Blocs
En surface, les sept blocs sont dispersés autour du sommet. Chaque bloc de combat dispose d'une certaine autonomie, avec ses propres magasins à munitions (le M 3 à côté de la chambre de tir et le M 2 en bas du bloc), sa salle de repos, ses PC, ainsi que son système de ventilation et de filtration de l'air. Le baraquement léger (en bois), qui a comme fonction d'accueillir l'équipage en temps de paix, était construit sur la dalle du bloc d'entrée (sur le toit). Le casernement pour l'hivernage (avec deux étages en maçonnerie) est encore en construction en 1940 : la toiture n'a jamais été montée. L'ensemble des blocs est ceinturé par un réseau de fils de fer barbelés, toute la zone est battue par les fusils mitrailleurs installés dans les différents créneaux et cloches, se soutenant mutuellement. L'accès à chaque façade est bloqué par un fossé diamant, qui sert aussi à recevoir les débris de béton lors des bombardements. Étant donné que les positions de mise en batterie pour de l'artillerie lourde sont rares en montagne, le niveau de protection est moins important que dans le Nord-Est (les ouvrages construits en Alsace, en Lorraine et dans le Nord). Dans le Sud-Est (les Alpes), les dalles des blocs font 2,5 mètres d'épaisseur (théoriquement à l'épreuve de deux coups d'obus de 300 mm), les murs exposés 2,75 m, les autres murs, les radiers et les planchers un mètre. L'intérieur des dalles et murs exposés est en plus recouvert de 5 mm de tôle pour protéger le personnel de la formation de ménisque (projection de béton à l'intérieur, aussi dangereux qu'un obus). Pour les blocs-tourelles, les dalles passent à une épaisseur de 3,5 mètres de béton.

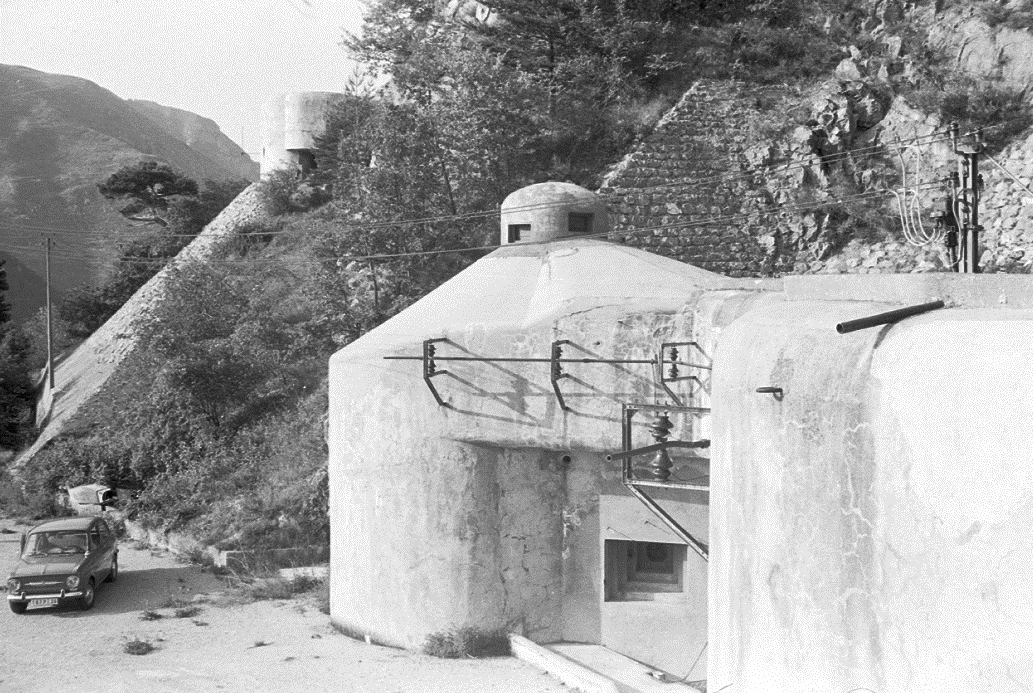
L'entrée de l'ouvrage (bloc 1), en 1969.

Le bloc 1 se situe sur le versant occidental : c'est l'entrée de l'ouvrage, devant laquelle se termine la route d'accès. Il s'agit d'une entrée mixte, regroupant l'entrée du matériel, qui se fait par un pont-levis ajouré (où peut entrer un petit camion) et l'entrée du personnel, par une porte blindée. La façade est défendue par un fossé diamant, deux créneaux pour fusil-mitrailleur assurant un tir croisé, une cloche GFM (guetteur et fusil-mitrailleur) et une cloche LG (lance-grenades). Une fois passé le pont-levis, le début de la galerie sert de garage, fermé d'un côté par le pont-levis et de l'autre par une porte blindée roulante. Ce garage sert au déchargement du camion ou des mulets (en cas de fort enneigement) sur des wagonnets, le tout défendu par trois autres créneaux pour fusil mitrailleur.
Les fusils mitrailleurs (FM) de l'ouvrage étaient chacun protégé par une trémie blindée et étanche (pour la protection contre les gaz de combat). Ils tirent la cartouche de 7,5 mm à balle lourde (modèle 1933 D de 12,35 g au lieu de 9 g pour la modèle 1929 C). Les armes étaient des MAC modèle 1924/1929 D, dont la portée maximale est de 3 000 mètres, avec une portée pratique de l'ordre de 600 mètres. L'alimentation du FM se fait par chargeurs droits de 25 cartouches, avec un stock de 14 000 par cloche GFM, 7 000 par FM de casemate et 1 000 pour un FM de porte ou de défense intérieure. La cadence de tir maximale est de 500 coups par minute, mais elle est normalement de 200 à 140 coups par minute,.
Le bloc 2, ajourné et finalement non construit, devait être juste au sud du bloc d'entrée, sous forme d'une casemate d'artillerie pour deux canons-mortiers de 75 mm tirant vers le sud, couvert par une cloche GFM.

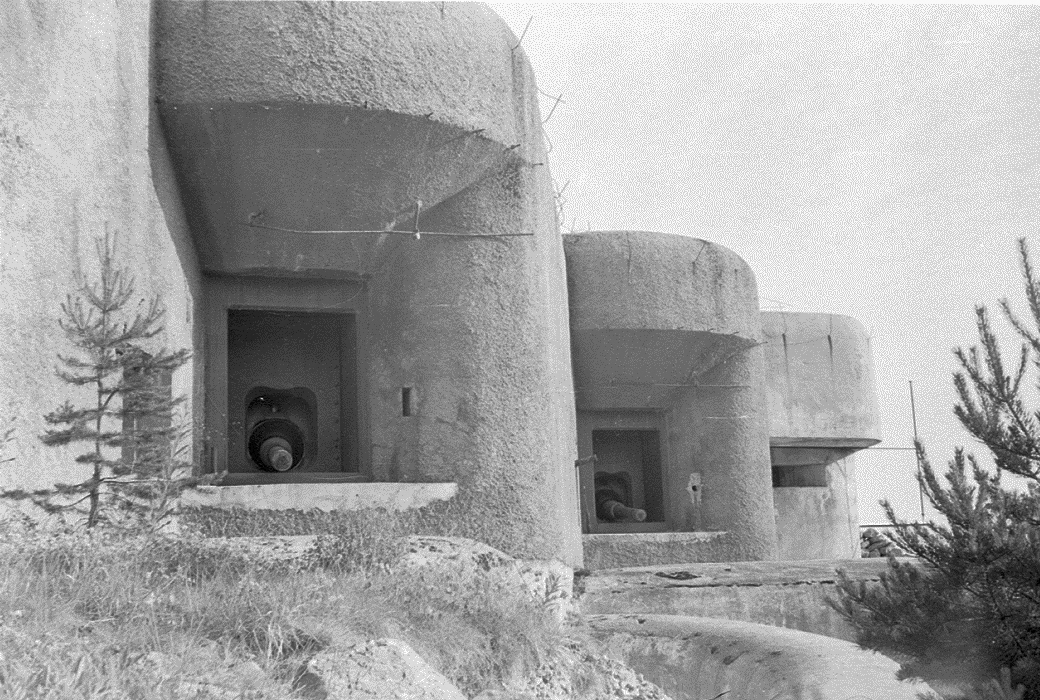
Le bloc 3 et ses deux canons-obusiers de 75, en 1969.

Le bloc 3 est au nord du bloc d'entrée. C'est une casemate d'artillerie flanquant vers le nord, avec deux créneaux pour canons-obusiers de 75 mm modèle 1929 (portée maximale théorique de 12 km à la cadence de 12 coups par minute), un créneau pour arme mixte JM/AC 25 (pour assurer la défense de la route d'accès, mais l'arme mixte ne fut jamais livrée), une cloche GFM et un créneau FM/observatoire (indicatif O 56). Une issue de secours se trouve dans le fossé diamant. Les mitrailleuses tirent la même cartouche de 7,5 mm que les FM. C'étaient des MAC modèle 1931 F, montées en jumelage (JM) pour pouvoir tirer alternativement, permettant le refroidissement des tubes. La portée maximale avec cette balle (Vo = 694 m/s) est théoriquement de 4 900 mètres (sous un angle de 45°, mais la trémie limite le pointage en élévation à 15° en casemate), la hausse est graduée jusqu'à 2 400 mètres et la portée utile est plutôt de 1 200 mètres. Les chargeurs circulaires pour cette mitrailleuse sont de 150 cartouches chacun, avec un stock de 50 000 cartouches pour chaque jumelage. La cadence de tir théorique est de 750 coups par minute, mais elle est limitée à 450 (tir de barrage, avec trois chargeurs en une minute), 150 (tir de neutralisation et d'interdiction, un chargeur par minute) ou 50 coups par minute (tir de harcèlement, le tiers d'un chargeur). Le refroidissement des tubes est accéléré par un pulvérisateur à eau ou par immersion dans un bac.

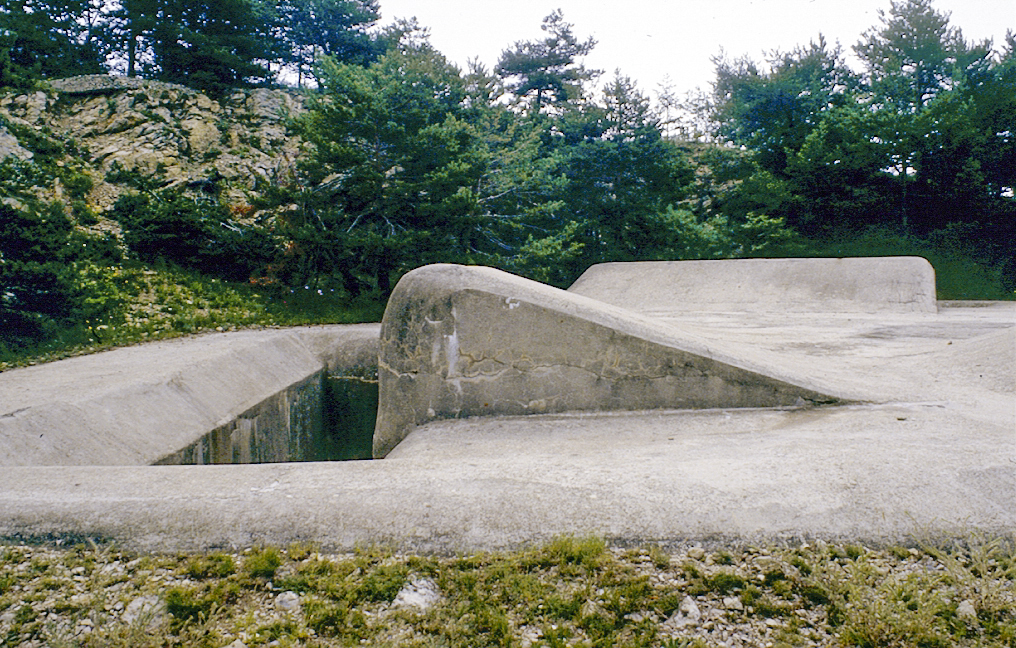
Vue du bloc 4 en 1983.

Le bloc 4 se trouve juste au-dessus et à l'est du bloc d'entrée. C'est une casemate d'artillerie pour quatre mortiers de 81 mm (cadence de 12 à 15 coups par minute à une portée maximale de 3 600 m), deux tirant vers le nord et deux autres vers le sud-est, surmontés d'une cloche GFM. Une issue de secours se trouve à l'arrière. Le puits reliant les deux étages du bloc à la galerie fait 51 mètres de haut, d'où l'installation du magasin à munitions M 2 à 15 m dessous et non pas tout en bas.

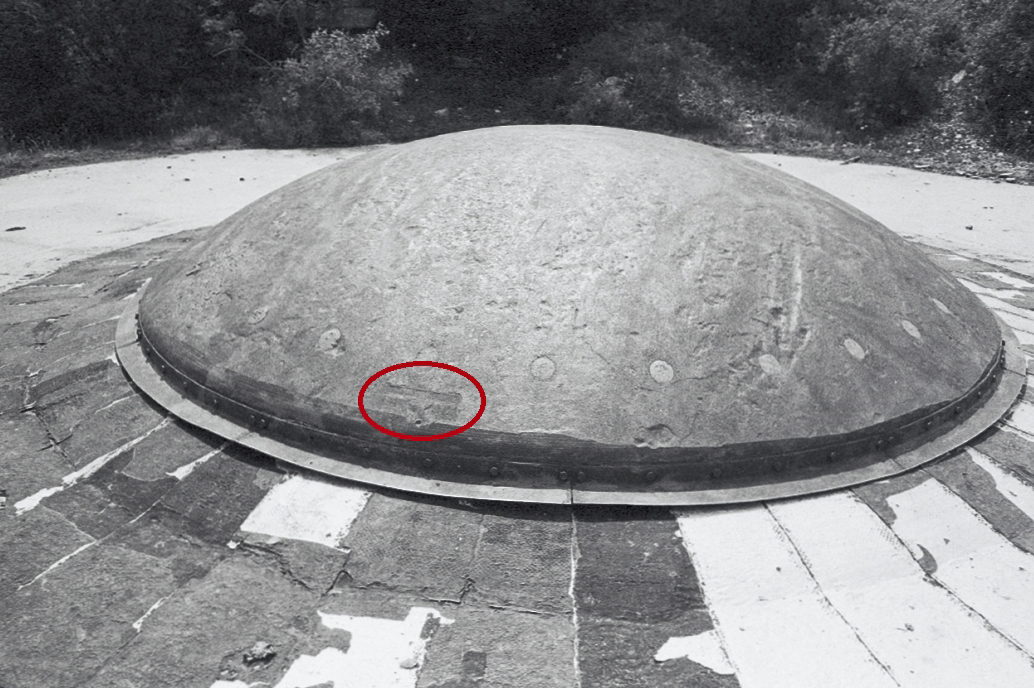
La tourelle de 75 du bloc 5.

Le bloc 5 est sur la crête, encore plus à l'est que le bloc 4. Il consiste en une tourelle pour canons de 75 mm modèle 1933 (de quatre mètres de diamètre, éclipsable ; théoriquement chaque canon peut tirer 12 à 13 coups par minute à maximum 12 km de distance) ainsi qu'une cloche GFM. Le puits reliant les deux étages du bloc à la galerie fait 44 mètres de haut : trop profond pour garantir un approvisionnement régulier en munitions : le magasin M 2 se trouve donc à mi-hauteur, à 19 mètres sous le bloc. Un blockhaus de défense intérieur avec un créneau pour FM se trouve dans la galerie au pied du bloc, pour défendre le casernement en cas de prise des blocs occidentaux.

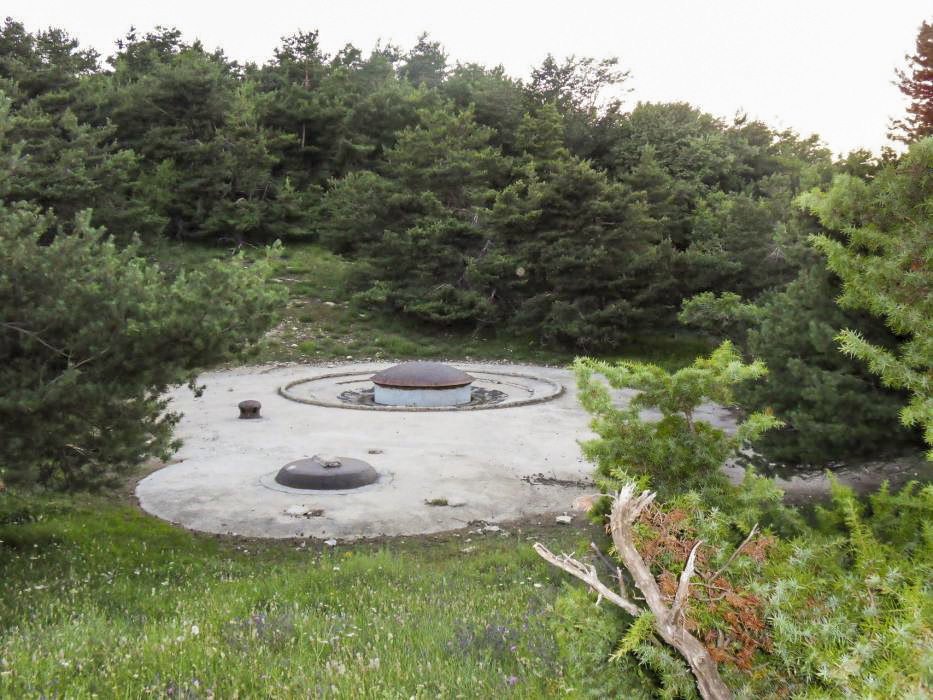
Le bloc 6 et sa tourelle de 135.

Le bloc 6 est juste au-dessus du bloc 5, au nord-est de celui-ci. Son armement est composé d'une tourelle pour lance-bombes de 135 mm (la seule de tout le Sud-Est, elle aussi éclipsable : chaque tube peut délivrer six coups par minute à une portée maximale de six km) et d'une cloche LG.

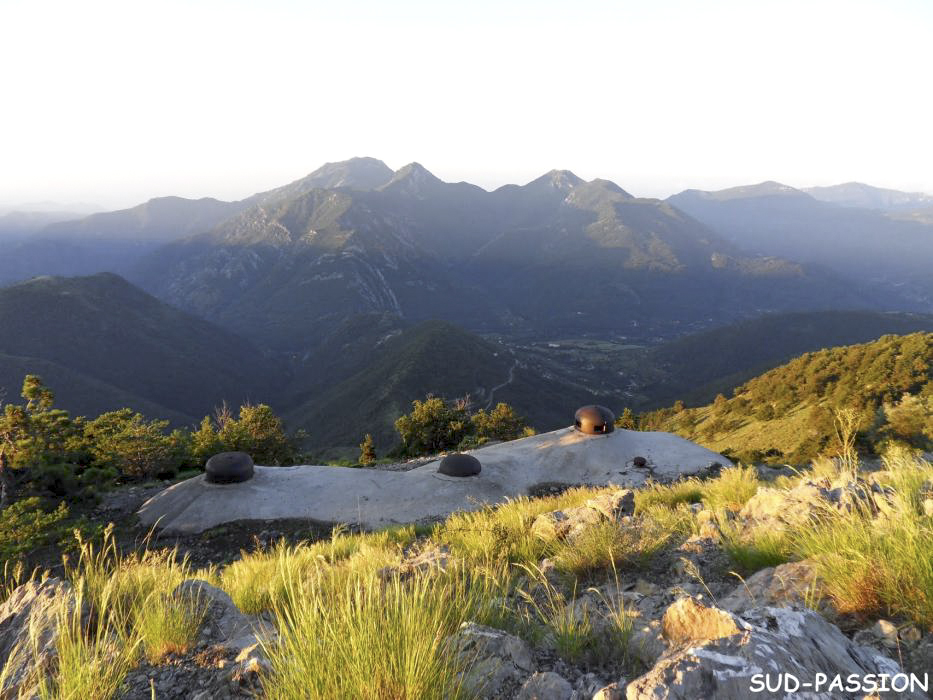
Le bloc 7.

Le bloc 7 est sur le versant oriental du sommet. C'est une casemate d'infanterie tirant vers le nord, avec un créneau pour jumelage de mitrailleuses, une cloche JM, une cloche GFM et une cloche observatoire VDP (« vue directe et périscopique », indicatif O 56).

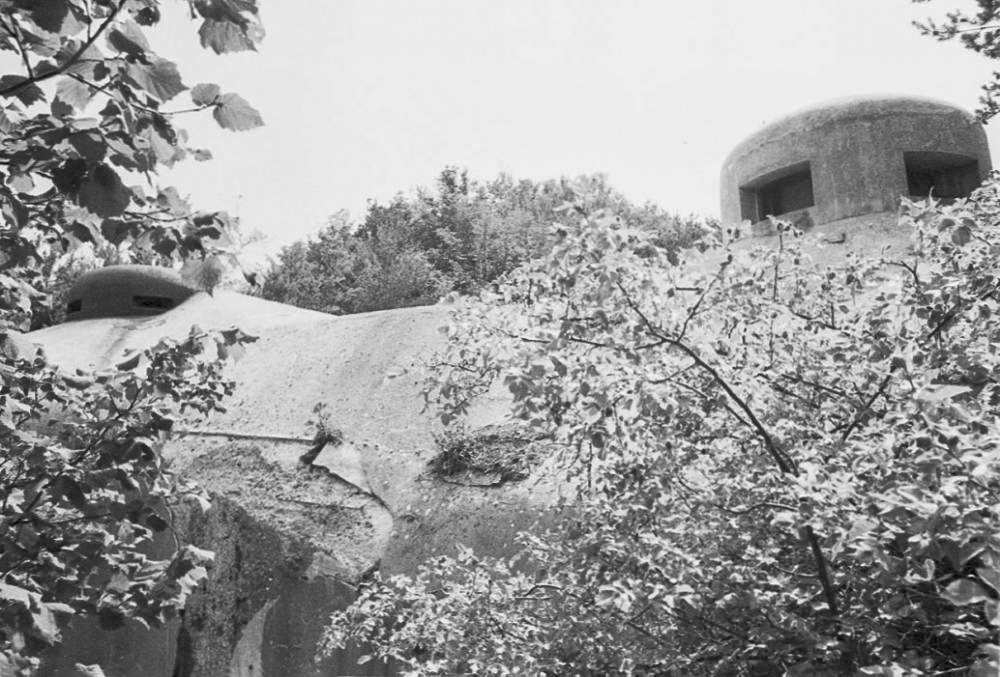
Le bloc 8 et ses deux cloches en 1983 (la cloche GFM a été reconstruite en béton).

Le bloc 8 est juste à côté du bloc 7, un peu plus au nord. C'est une casemate d'infanterie tirant vers le sud-est, avec un créneau pour jumelage de mitrailleuses, une cloche GFM et une cloche observatoire VDP (indicatif O 57),.

## Histoire

### Construction et équipage
En 1927, les discours de Benito Mussolini réclamant le rattachement de Nice, de la Savoie et de la Corse, ainsi que des incidents de frontière, ont pour conséquences le retour des garnisons françaises dans les anciens forts de haute montagne, puis en 1928 le début de la construction de nouvelles fortifications : la ligne Maginot. Le chantier de l'ouvrage du Monte-Grosso est confié à l'entreprise Borie (qui construit aussi les ouvrages de Gordolon, de Flaut, du Col-de-Brouis, du Barbonnet, de Castillon, de Sainte-Agnès et de Cap-Martin). Les travaux commencent en novembre 1931 et se terminent en juin 1935. La construction de l'ouvrage a coûté un total de 40,4 millions de francs (valeur de décembre 1936), dont 4,5 millions rien que pour la route d'accès : il s'agit de l'ouvrage le plus cher de tout le Sud-Est (les plus gros du Nord-Est atteignent les 100 à 120 millions). En décembre 1936, il est estimé que l'ouvrage représente un total de 70 000 m3 de terrassements (dont 30 600 m3 en souterrain), 15 220 m3 de béton armé, 12 250 m3 de maçonnerie et 640 tonnes d'acier rien que pour les cuirassements, dont les pièces sont hissées au câble à partir de la RN 204 (actuelle D 2204) au pied des pentes est du mont (la différence d'altitude y est de 400 mètres).
La garnison de l'ouvrage (à l'époque on parle d'équipage) est interarmes, composée de fantassins, d'artilleurs et de sapeurs. En temps de paix, elle est fournie par des unités de la 15e région militaire : le 10 avril 1934, le 4e bataillon du 3e régiment d'infanterie alpine (le 3e RIA) est créé pour fournir les équipages du sous-secteur, avec garnison à Sospel. En octobre 1935, le bataillon est renommé en 75e bataillon alpin de forteresse (le 75e BAF), dépendant de la 58e demi-brigade alpine de forteresse (la 58e DBAF), cette dernière ayant la charge de tous les ouvrages du secteur fortifié des Alpes-Maritimes. Les artilleurs sont depuis avril 1935 ceux de la 5e batterie du 157e régiment d'artillerie à pied (157e RAP, présent aussi au Col-de-Brouis et à l'Agaisen), renommé en octobre 1938 157e régiment d'artillerie de position, tandis que les sapeurs sont issus des 7e (pour les électromécaniciens) et 28e (pour les télégraphistes) régiments du génie.

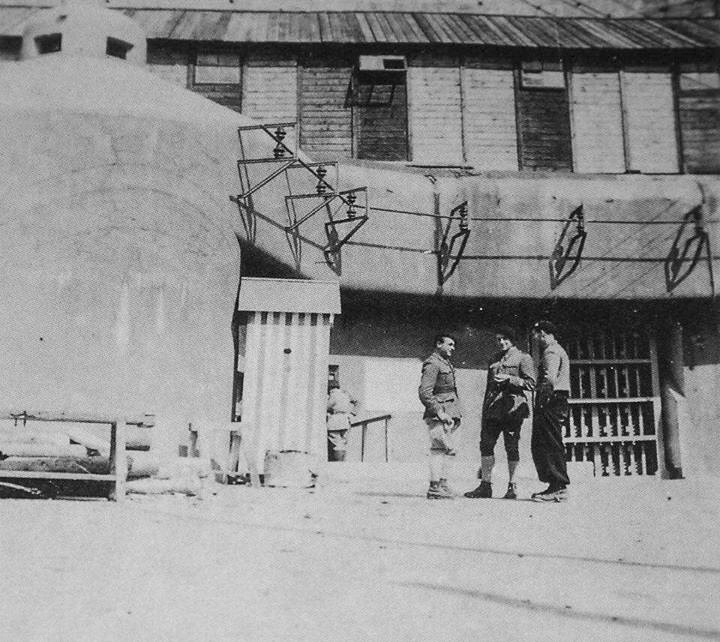
Officiers de la garnison devant l'entrée en 1939.

Lors de la mise sur pied de guerre d'août 1939, l'application du plan de mobilisation fait gonfler les effectifs avec l'arrivée des réservistes (des frontaliers et des Niçois) et entraine le triplement des bataillons les 24 et 25 août : la 2e compagnie du 75e BAF donne naissance au 85e BAF, au sein de la 40e DBAF nouvellement formée. Ce 85e BAF a la charge du quartier Brouis, c'est-à-dire les ouvrages du Col-de-Brouis et du Monte-Grosso, l'avant-poste de La Croix-de-Cougoule et quelques petits blockhaus. Les artilleurs sont désormais ceux de la 10e batterie du 158e RAP (créé autour du IIe groupe du 157e RAP), tandis que les sapeurs sont regroupés depuis le 27 août 1939 dans le 215e bataillon du génie de forteresse (commun à tout le secteur). Pour l'ouvrage du Monte-Grosso, l'équipage total est de 363 soldats et sous-officiers, encadrés par dix officiers.

### Combats de 1940
Le royaume d'Italie déclare la guerre à la République française et au Royaume-Uni le 10 juin 1940. Étant donné l'enneigement tardif pour la saison, les Italiens retardent leur attaque.
Le 15 juin, des mortiers italiens positionnés au col de l'Arpette tirent sur la section d'éclaireurs skieurs du 85e BAF installé sur le mont Ainé. La tourelle de 75 mm du Monte-Grosso riposte et détruit les mortiers, d'où des tirs d'artillerie italiens (par des canons de 149 mm (it) Skoda et des obusiers de 210 mm (it) Ansaldo) sur l'ouvrage, réglés par avion : environ 300 obus frappent les dessus, blessant un guetteur de cloche. Les 16 et 17 juin, quelques tirs du Monte-Grosso entraînent de nouveaux bombardements.

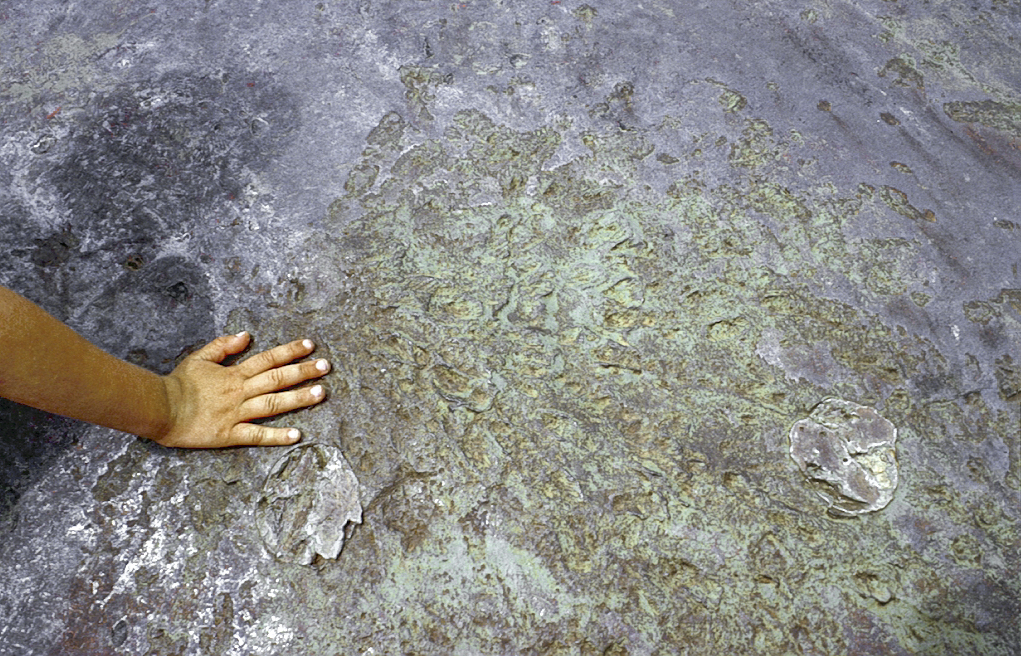
Trace de l'impact d'un obus de 149 italien sur la tourelle de 75 (bloc 5).

Le 20 juin, les tourelles des ouvrages du Monte-Grosso et de l'Agaisen envoient près de 500 obus de 75 mm sur des troupes approchant par l'est de Breil, forçant les Italiens à se replier. Le 21 juin, la tourelle de 75 mm du Monte-Grosso frappe la batterie italienne repérée sur le mont Alto. Les 22, 23 et 24 juin, la tourelle réalise encore d'autres tirs au profit des avant-postes encerclés du sous-secteur des Corniches, ainsi que sur tout ce qui est repéré dans la vallée de la Roya. Du 15 juin jusqu'au 25 à 0 h 35 (horaire d'application de l'armistice), c'est un total de 1 624 obus qui sont tirés par la tourelle, le seul organe de l'ouvrage qui participe aux combats. En récompense, l'ouvrage reçoit environ 3 000 obus italiens, notamment sur les blocs 1, 3, 4, 5 et 6 ; un coup tombe sur la toiture de la tourelle de 75 mm (en position éclipsée), écaillant la peinture.

### Occupation et libération
L'ouvrage est évacué par son équipage le 3 juillet, emportant avec lui un maximum de matériel, car toute la partie alpine de la ligne Maginot se trouvant intégralement dans la zone démilitarisée en avant de la petite zone d'occupation italienne. En novembre 1942, l'occupation italienne s'étend jusqu'au Rhône (invasion de la zone libre), puis le 8 septembre 1943 les troupes allemandes remplacent celles italiennes (conséquence de l'armistice de Cassibile).
Après le débarquement de Provence en août 1944, des combats ont lieu en septembre plus au sud, notamment autour de l'ouvrage de Castillon. Sospel est évacuée par les troupes allemandes dans la nuit du 27 au 28 octobre 1944, remplacés par les Américains à partir du 29. Pour accéder plus facilement à l'ouvrage, les troupes américaines firent sauter la cloche GFM du bloc 8. La tourelle de 75 mm, remise en état par les troupes françaises, effectua de nouveau des tirs lors de la reconquête du massif de l'Authion.
Pendant la guerre froide, l'ouvrage est entretenu et la cloche décapitée du bloc 8 bétonnée.

### État actuel
L'ouvrage, étant abandonné, fut pillé et les câbles électriques brûlés par les pilleurs pour récupérer le cuivre. L'ouvrage a aussi servi pour récupérer du matériel pour les associations qui entretiennent les autres ouvrages de la région : par exemple, pour les deux tubes de 75 mm modèle 1929 du bloc 3, le premier est au musée de Fermont et le second dans le bloc 3 du Barbonnet. 
En mars 2015, l'association SOCCA a commencé des travaux de restauration pour sauvegarder l'ouvrage.